# St. Adalbert (Počaply)

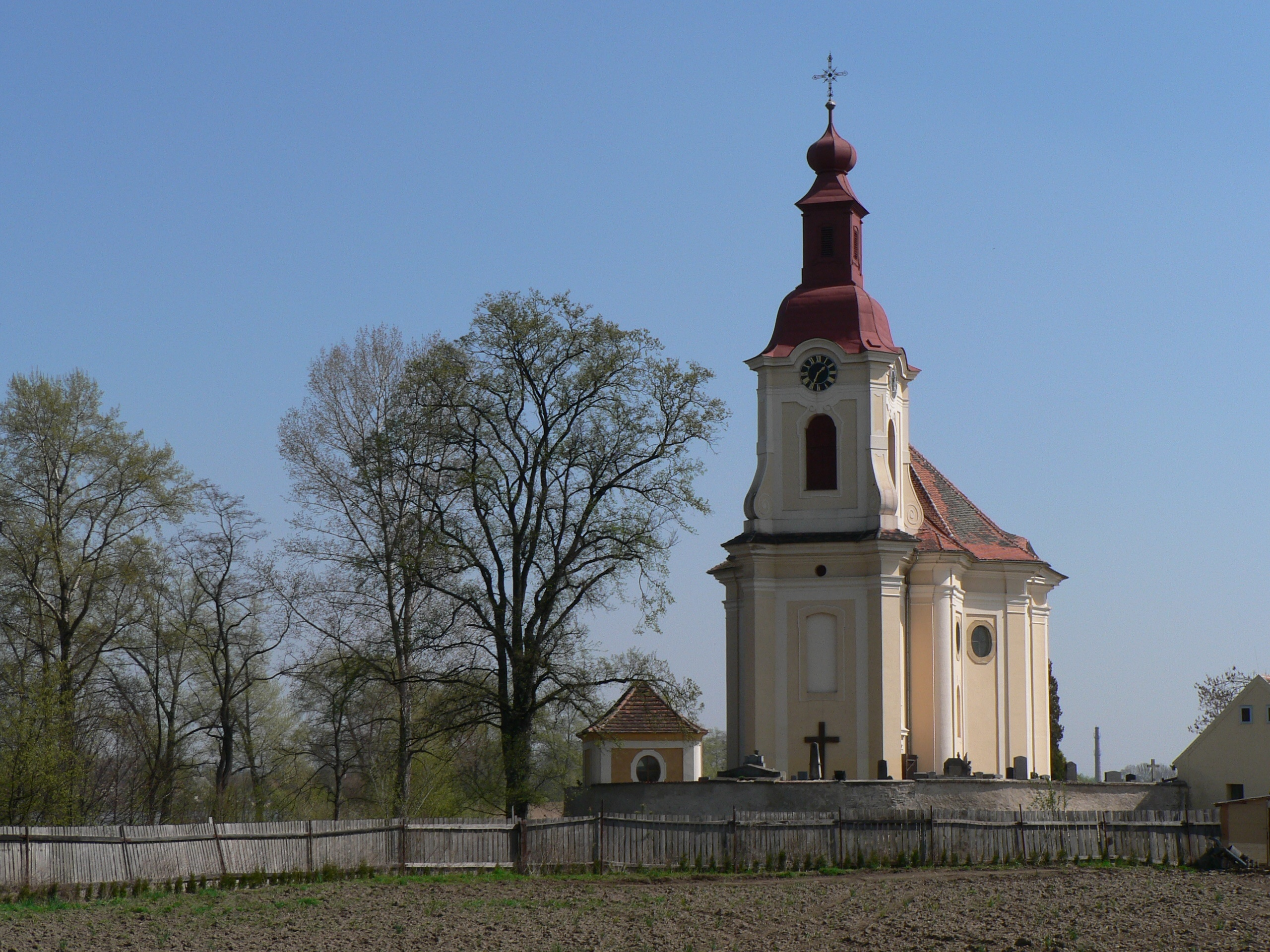
St. Adalbert in Potschapl

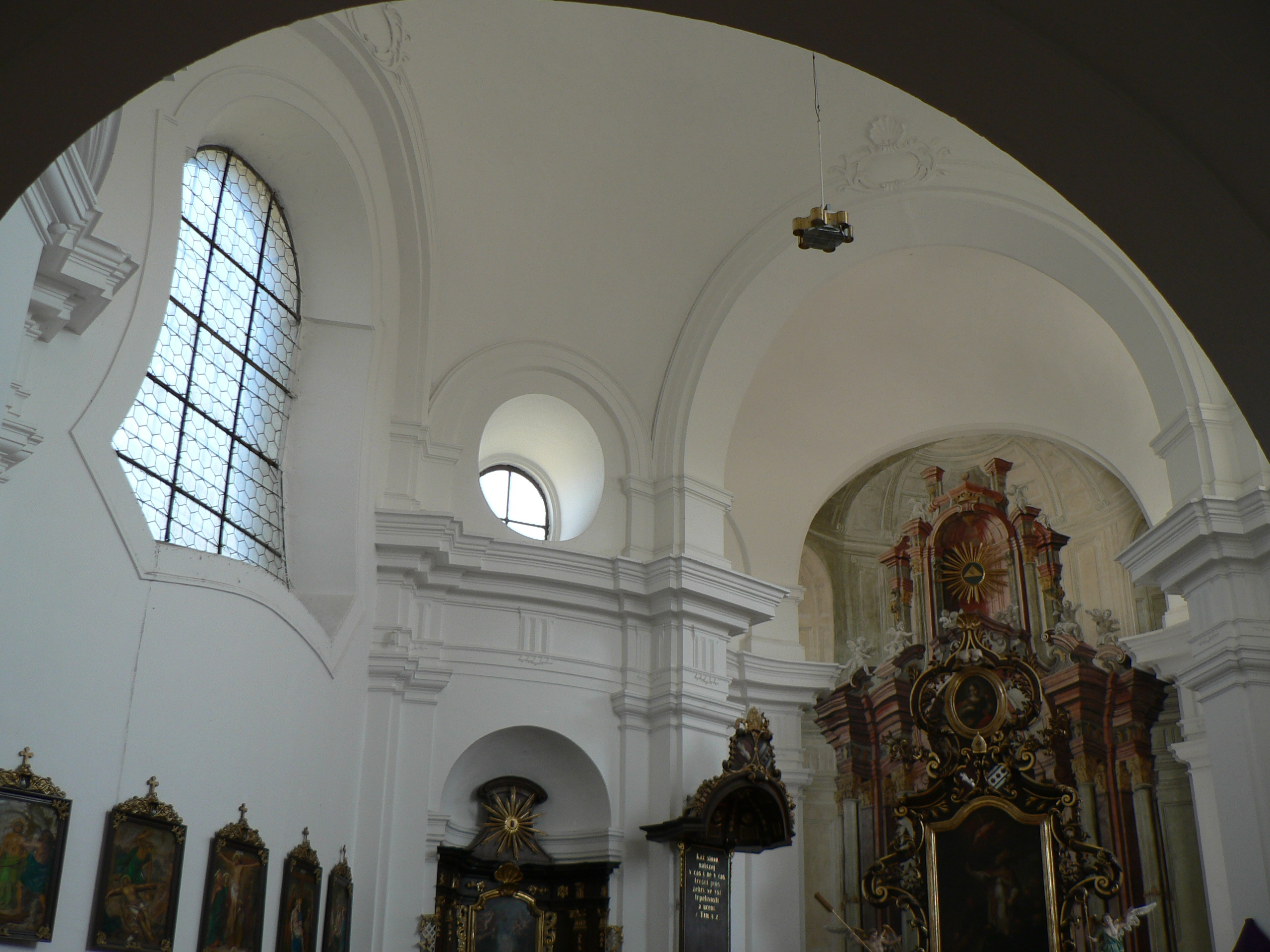
Kirchenraum

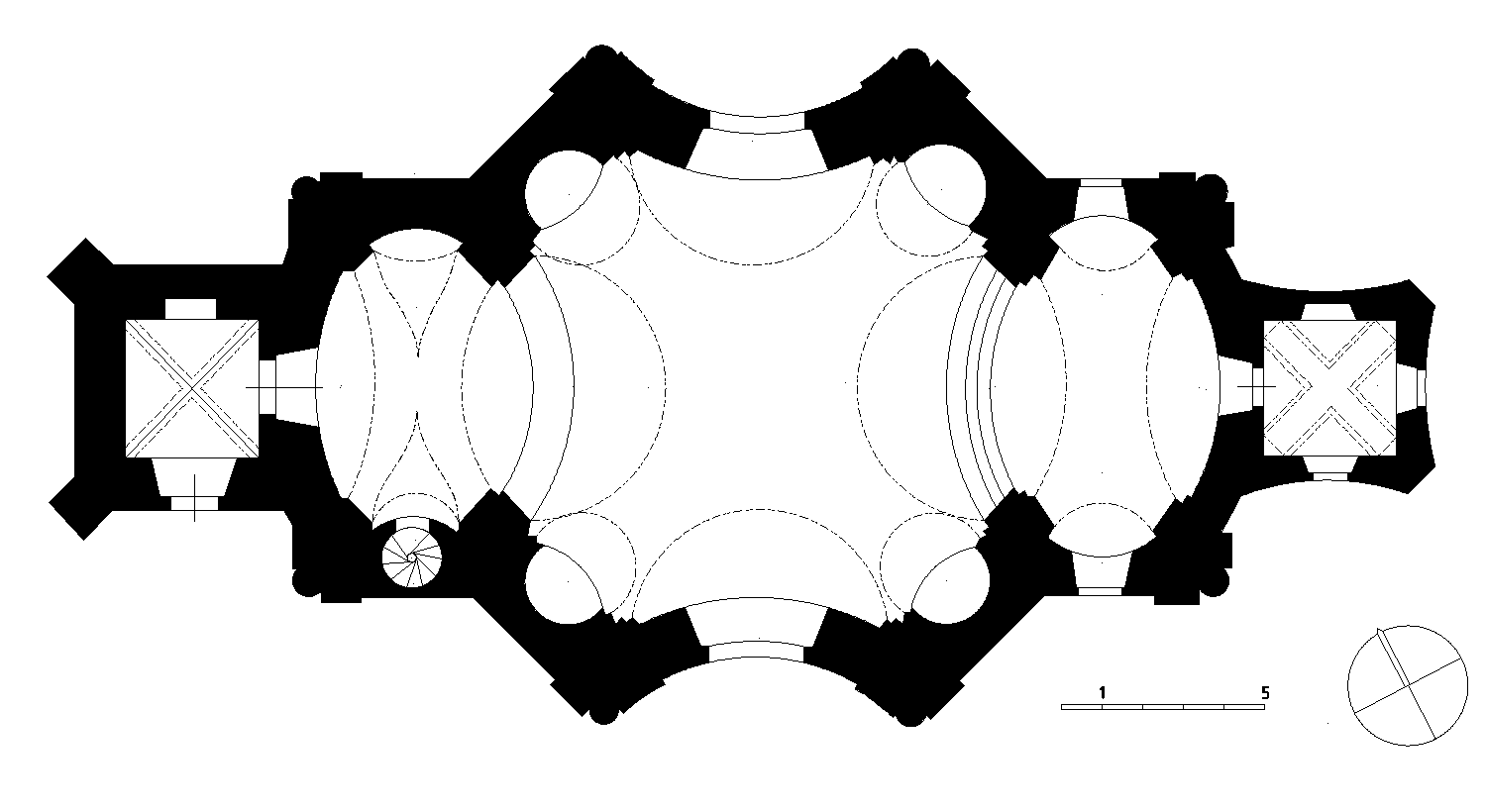
Grundriss

St. Adalbert (tschechisch Kostel svatého Vojtěcha) ist die römisch-katholische Pfarrkirche von Počaply (deutsch Potschapl an der Elbe), einem Ortsteil der Stadt Terezín in Tschechien.

## Geschichte
Die dem Stift Břevnov gehörende, dem Hl. Adalbert von Prag gewidmete Pfarrkirche von Potschapl war nach Zerstörung in den Hussitenkriegen gegen Ende des 15. Jahrhunderts wiederaufgebaut worden. Der erhöht über dem Elbufer gelegene barocke Kirchenbau wurde auf Veranlassung des Abtes von Břevnov, Othmar Daniel Zinke, 1724 bis 1726 nach Plänen von Kilian Ignaz Dientzenhofer erbaut. Die im Elbhochwasser 2002 beschädigte Kirche erfuhr anschließend eine umfassende Restaurierung.

## Architektur
Die Kirche nimmt im Werk Dientzenhofers eine entwicklungsgeschichtliche Sonderstellung ein. Wie in der anschließend von ihm errichteten Kirche St. Johannes von Nepomuk am Felsen in der  Prager Neustadt wird das eigentliche Kirchenschiff im Grundriss durch konkav gebogene seitliche Umfassungsmauern bestimmt, mit denen in der Längsachse die in den Raum eingreifenden Ovalräume von Chor und Orgelempore korrespondieren. Die durch Nischen gehöhlten, sich in den Raum vorwölbenden vier Raumkanten sind mit einer dorischen Pilastergliederung versehen. Dem Turmbau sind an seinen Kanten Strebepfeiler angefügt, die im Freigeschoss volutenartig ausgeformt sind. Den Turmabschluss bildet eine geschweifte Haube mit Laternenaufsatz.
Der Hochaltar ist als 1788 von František Kutschera aus Leitmeritz geschaffene Quadraturmalerei in die östliche Nische projiziert und zeigt in einem reichen, von Matěj Tollinger geschnitzten Rahmen das von Franz Lichtenreiter geschaffene Altarbild, die Gründung des Benediktinerklosters Břevnov durch Erzbischof Adalbert darstellend. In den Nischen seitlich des Chores sind der Kreuzaltar und der Altar des hl. Benedikt von Nursia untergebracht.